# Бреньо, Золтан Матвеевич
Золтан Матвеевич Бреньо (15 февраля 1929, Хуст, Подкарпатская Русь — 9 ноября 2016, Ужгород) — советский футболист, полузащитник и нападающий. Мастер спорта СССР (1954).

## Биография
Свое детство провел в Ужгороде, где начал играть в футбол, сначала сам, а затем — в спортивной школе. В 1944 году его пригласили в юношескую команду ужгородского «Спартака». В 1949 году в составе сборной команды ДСО «Буревестник» поехал в Сталинград, где проходили финальные матчи на первенство центрального совета этого спортивного общества. Ужгородцы достойно выступили, и на некоторых игроков команды обратил внимание тренер местной команды мастеров Сергей Плонский, который пригласил их выступать за «Торпедо». Однако в Сталинграде остался только Золтан Бреньо.
В 1953 году выступал за московское «Торпедо», которое в этом же году стало бронзовым призёром чемпионата СССР и добралось до 1/4 финала Кубка СССР. За высокие достижения в области спорта ему вместе с другими игроками команды было присвоено почётное звание Мастера спорта СССР.
В 1954 году выступал за горьковское «Торпедо». После этого перешел в полтавский «Колхозник», в составе которого в польском городе Влоцлавек участвовал в III Международных играх сельской молодёжи, где стал победителем этого турнира под руководством старшего тренера Иосифа Лифшица.
В июле 1959 года был отчислен из «Колхозника» за неоднократные «грубые нарушения дисциплины». Федерация футбола СССР запретила футболисту впредь участвовать в соревнованиях команд мастеров. Тем не менее уже в том же 1959 году Бреньо вернулся в Ужгород, где ещё несколько лет выступал за «Спартак».
После завершения карьеры игрока работал тренером ФК «Химик» (Перечин) и великоберезнянского «Авангарда».

## Достижения
- Бронзовый призёр Чемпионата СССР: 1953.
- Победитель III Международных Спортивных Игр Сельской Молодёжи: 1957.